# 加藤雅信
加藤 雅信（かとう まさのぶ、1946年（昭和21年）9月9日 - ）は、日本の法学者・弁護士。専門は民法。学位は、法学博士（東京大学・論文博士・1986年）（学位論文「財産法の体系と不当利得法の構造」）。名古屋大学名誉教授。元上智大学教授。アンダーソン・毛利・友常法律事務所客員弁護士（第二東京弁護士会）。星野英一門下。

## 来歴
1969年、加藤一郎のすすめで東京大学助手に就任。直後東大紛争のあおりを受け指導教官となるはずであった加藤一郎が東京大学総長に就任することとなったため指導を受けること叶わず、かわりに星野英一が指導教官となり、助手就任から3年後、判例研究を素材に助手論文を書き上げる（ただし就任中、しばしば加藤一郎に相談を持ちかけていた）。
1973年に名古屋大学に赴任。2007年、60歳を節目に名古屋大学を退職し上智大学法科大学院の教授に就任すると同時に、新たに渉外弁護士（客員弁護士）としてアンダーソン・毛利・友常法律事務所で執務するようになる。2013年から名古屋に戻り、名古屋学院大学法学部教授。(2021年3月まで)
現在は民法改正のため尽力しており、鎌田薫が委員長、内田貴が事務局長を勤める「民法（債権法）改正検討委員会」の委員の一人でもあるが、同委員会とは一線を画し、民法財産法の全面改正を目的とした「民法改正研究会」を立ち上げ、独自に行動している。

## 学説
不当利得法の研究で知られているが、特に転用物訴権研究の日本におけるパイオニアとして知られ、処女論文でもある助手論文において、最高裁判所が不当利得の構成によって転用物訴権一般承認説と同様の判示をしていたことを批判し、限定的承認説を提唱した。同説はその後、概ね最高裁に受け入れられたとされている。
星野の提唱にかかる利益考量論に対しては、個別的紛争解決に過度に傾斜するものとして批判的な立場に立つが、他方で形式的な概念法学にも批判的な立場である。
加藤は我妻栄の学説を、理論・体系を重視しながらも具体的に妥当な結論を導くものとして評価しつつも、我妻理論が曖昧で比喩的な概念を用いることを批判し、自身の理論・大系は、このような曖昧で比喩的な概念を用いることなく、客観的な基準によりながらも、具体的に妥当な結論を導くものであるとする。
不当利得法において、我妻に代表される通説的立場であった「衡平説」を曖昧で道徳的な概念が前提となっていると批判しつつ、返す刀で、従来有力視されていた「類型論」をも包括的な大系を構築できておらず不十分であると批判して、財産法全体を包括する財産法大系の箱庭として不当利得をとらえて統一的に把握し、その上で各論的視野として類型論の考えを取り入れて、財貨移転の矯正と財貨帰属の確保の2種に分けて考察するという「箱庭理論」を提唱した。
財産権は、対世的な物権と対人的な債権に峻別できると大系化した上で、債権は債権者代位権など債務者の権利を媒介した場合にのみ対外的に主張できるとする。
物権法においては、我妻による不完全物権変動説を曖昧な概念であると批判しつつも、不完全なる物権の内容を分析して、対世的な効力を有しない萌芽的な物権と対世的な効力を有する完全なる物権とに分ける二段階物権変動論を主張。
不法行為では、その要件を権利侵害類型と違法侵害類型に分け、我妻によって提唱された「相関関係説」を違法侵害類型にのみ妥当する限定的なものであるとして「不法行為二分論」を提唱している。

## 経歴
- 1965年 東京都立戸山高等学校卒業
- 1969年 東京大学法学部卒業
- 1969年 東京大学法学部助手
- 1973年 名古屋大学法学部助教授
- 1982年 名古屋大学法学部教授
- 1986年 法学博士（東京大学）（学位論文「財産法の体系と不当利得法の構造」）
- 1999年 名古屋大学大学院法学研究科教授
- 2004年 名古屋大学大学院法学研究科実務法曹養成専攻教授
- 2007年4月1日 上智大学大学院法学研究科法曹養成専攻教授、名古屋大学名誉教授
- 2007年9月3日 アンダーソン・毛利・友常法律事務所客員弁護士（第二東京弁護士会）
- 2013年4月 名古屋学院大学法学部教授
- 2015年2月 ワシントン大学法科大学院客員教授
- ハーヴァード大学客員研究員、ロンドン大学客員研究員、コロンビア大学客員教授、ハワイ大学客員教授、北京大学客員教授、国際日本文化研究センター共同研究員
- 元法務省司法試験考査委員（民法）
- 元法制審議会民法部会委員
- 日本学術会議連携会員
- 国際ファイナンスリースに関するユニドロワ条約・国際ファクタリングに関するユニドロワ条約採択のための外交会議日本国政府代表代理

## 著作
- 『事務管理・不当利得・不法行為』民法講義(6) （有斐閣、1977年）　石田穣、高木多喜男、伊藤高義らと共著
- 『財産法の体系と不当利得法の構造』（有斐閣、1986年）
- 『現代不法行為法学の展開』（有斐閣、1991年）
- 『現代民法学の展開』（有斐閣、1993年）
- 『天皇－昭和から平成へ，歴史の舞台はめぐる（日本社会入門１）』（大蔵省印刷局、1994年）
- 『民法ゼミナール』（有斐閣、1997年）
- 『クリスタライズド民法 事務管理・不当利得』（三省堂、1999年）
- （池田真朗・大村敦志・鎌田薫・道垣内弘人・水野紀子・山本敬三との共編）『民法学説百年史―日本民法施行100年記念』（三省堂、1999年）
- 『「所有権」の誕生』（三省堂、2001年）
- （河合隼雄との共編著）『人間の心と法』（有斐閣、2003年）
- （藤本亮との共編著）『日本人の契約観―契約を守る心と破る心』（三省堂、2005年）
- 『新民法大系V 事務管理・不当利得・不法行為（第2版）』（有斐閣、2005年）
- 『新民法大系I 民法総則（第2版）』（有斐閣、2005年）
- 『新民法大系II 物権法（第2版）』（有斐閣、2005年）：担保物権の記載なし
- 『新民法大系III 債権総論』（有斐閣、2005年）
- 『新民法大系IV 契約法』（有斐閣、2007年）
- （加藤新太郎との共著）『現代民法学と実務―気鋭の学者たちの研究のフロンティアを歩く　上中下』（判例タイムズ社、2008年）
- 『迫りつつある債権法改正』（信山社、2015年）
- 『日本民法典改正案Ⅰ 第一編 総則 』（信山社、2016年）
- 『加藤雅信著作集 【第3巻】不当利得論』（信山社、2016年）：『財産法の体系と不当利得法の構造』に、不当利得立法史・文献年表を付したもの

　（以下続刊）
- 『加藤雅信著作集 【第２巻】契約論』（信山社）
- 『加藤雅信著作集 【第９巻】債権法政正史・私論　上巻』（信山社）
- 『加藤雅信著作集 【第４巻】不法行為論』（信山社）
- 『加藤雅信著作集 【第１１巻】ある法学者の世界周遊記』（信山社）
- 『加藤雅信著作集 【第５巻】製造物責任論』（信山社）